# Lyonetia scriptifera
Lyonetia scriptifera là một loài bướm đêm thuộc họ Lyonetiidae. It is known to live ở Úc.
As with many other species of this family, Có khả năng chúng ăn lá cây nơi chúng sống in the larval stage.